# Lampides aberrans
Lampides aberrans är en fjärilsart som beskrevs av Butler 1878. Lampides aberrans ingår i släktet Lampides och familjen juvelvingar. Inga underarter finns listade i Catalogue of Life.